# Gyrinocheilus pennocki
Cá bám đá (Danh pháp khoa học: Gyrinocheilus pennocki) là một loài cá nước ngọt trong họ cá may Gyrinocheilidae thuộc bộ cá chép, chúng là loài bản địa của vùng sông Mê Kông ở Campuchia, Lào và Việt Nam, loài cá này có vai trò quan trọng trong đánh bắt cá của ngư dân ở vùng này

## Đặc điểm
Cá loài này có thể dài đến 28 cm (11 in) SL. Thân dài, hơi tròn; mõm dài, rộng, có nhiều hàng gai nhỏ liên tục với môi trên; miệng dưới; môi trên có khía, môi dưới rộng và có nhiều mấu thịt nhỏ; không có râu; mắt nhỏ, nằm ở giữa chiều dài đầu; có 1 khe mang phụ, hình chữ nhật, nằm trên rìa nắp mang.
Khởi điểm vây lưng sau vây ngực, khởi điểm vây bụng tương ứng với tia vây lưng phân nhánh thứ 5 và thứ 6; vẩy trung bình, vẩy trước vây lưng và vẩy cuốn đuôi nhỏ; đường bên thẳng. Thân màu đen, nhạt dần về phía bụng; bụng có 10-12 sọc đen; vây ngực, vây bụng và vây đuôi màu vàng và có nhiều chấm đen nhỏ; có 1 vết đen rộng ở gốc vây đuôi. 